# Colonia de Natal
La Colonia de Natal era una colonia británica ubicada en el sudeste de África. La región fue proclamada como colonia británica el 4 de mayo de 1843 después de que el gobierno británico se anexó la República de Natalia, y perduró hasta el 31 de mayo de 1910 cuando se combinó con otras tres colonias para formar la Unión Sudafricana como una de sus provincias. Actualmente su territorio forma parte de la provincia de KwaZulu-Natal de Sudáfrica. Los indios que fueron traídos a este país de la India la llamaron 'Netaal Tapu' (Isla de Netal).
En su origen comprendía sólo la mitad del tamaño de la actual provincia, cuyos límites nororientales estaban formados por los ríos Tugela y Buffalo más allá del reino independiente de Zululandia (KwaZulu en zulú). La provincia fue ampliada más tarde con la adición de Griqualand Oriental hacia el sur.
El feroz conflicto con la población zulú llevó a la evacuación de Durban, y, finalmente, los bóeres aceptaron la anexión británica en 1844 bajo presión militar. Un gobernador británico fue designado para la región y muchos colonos emigraron de Europa y la Colonia del Cabo. Los británicos establecieron una industria de la caña de azúcar en los años 1860. Los propietarios de granjas tuvieron dificultades para atraer trabajadores zulúes para trabajar en sus plantaciones, por lo que los británicos trajeron miles de trabajadores contratados de la India. Como resultado de la importación de trabajadores indios, Durban se convirtió en el hogar de la mayor concentración de indios fuera de la India.